# Antonio José de Sucre
Antonio José Francisco de Sucre y Alcalá (Cumaná, 3 febbraio 1795 – Barruecos, 4 giugno 1830) è stato un generale, politico e patriota venezuelano, conosciuto anche come Gran Mariscal de Ayacucho.
Considerato uno dei più leali uomini di Simón Bolívar, grazie alla sua grande strategia militare e alle sue qualità diplomatiche, fu uno dei personaggi più influenti delle guerre d'indipendenza ispanoamericane, durante le quali fu presidente della Bolivia, governatore del Perù, generale capo dell'esercito della Grande Colombia e comandante dell'Esercito del Sud. Nonostante fosse venezuelano, come Bolívar, è considerato Padre della Patria ed eroe nazionale in Ecuador e Bolivia, per aver condotto sul campo l'esercito indipendentista nelle campagne che portarono quei paesi all'indipendenza, culminate con le vittoriose battaglie di Pichincha e di Ayacucho.

## Origini
Antonio José de Sucre nasce a Cumaná nella Capitaneria Generale del Venezuela da Vicente de Sucre y García de Urbaneja e María Manuela de Alcalá y Sánchez Ramírez de Arellano nel 1795, quinto di nove fratelli. Le origini della sua famiglia erano franco-fiamminghe; Carlos de Sucre Garrido y Pardo, figlio di un nobile, Charles Adrián de Sucre, Marchese di Preux (Fiandre) e Buenaventura Carolina Isabel Garrido y Pardo, fu il primo antenato di Sucre a stanziarsi definitivamente in Sudamerica. Carlos de Sucre era stato designato dal re di Spagna come governatore della Nueva Andalucía, e diventò poi governatore di Cuba e di Cartagena de Indias. La sua famiglia era di lunghe tradizioni militari: non solo il padre era colonnello, ma anche i nonni, i bisnonni e i fratelli avevano tutti seguito la carriera militare. La madre morì quando Antonio José aveva appena sette anni; fino a quindici anni studiò con lo zio José Manuel, prima di entrare nella scuola di ingegneri di Caracas.

## Vita militare
Sucre entra nell'esercito nel 1810, con il grado di alfiere, e due anni più tardi, dopo aver combattutto i realisti sotto il comando di Francisco de Miranda, viene promosso al grado di tenente.
Nel 1814 assiste al ricongiungimento delle forze di oriente e quelle di occidente nella valle di Aragua. In quell'anno Sucre perde suo fratello Pedro, fucilato dai realisti, e poco più tardi anche Vicente e Magdalena, altri due fratelli, vittime a Cumunà delle truppe dello spietato José Tomás Boves. Nel 1815 combatte agli ordini del generale José Francisco Bermúdez; quindi, fuggendo dall'esercito del generale Pablo Morillo, passa da Margarita a Cartagena, dove dirige i lavori di fortificazione della città, assediata dalle truppe realiste. Nel dicembre di quell'anno va ad Haiti, riuscendo poi a far ritorno in Venezuela nonostante un naufragio nel golfo di Paria.
Valente condottiero militare, nel 1817 viene promosso al grado di colonnello Nel 1818 inizia a distinguersi come uno dei più valorosi comandanti di Simón Bolívar, che nel 1819 ratifica la sua nomina a capo di stato maggiore e, sempre in quell'anno, viene nominato generale di brigata dal presidente del congresso venezuelano Francisco Zea.

### Campagna dell'Ecuador

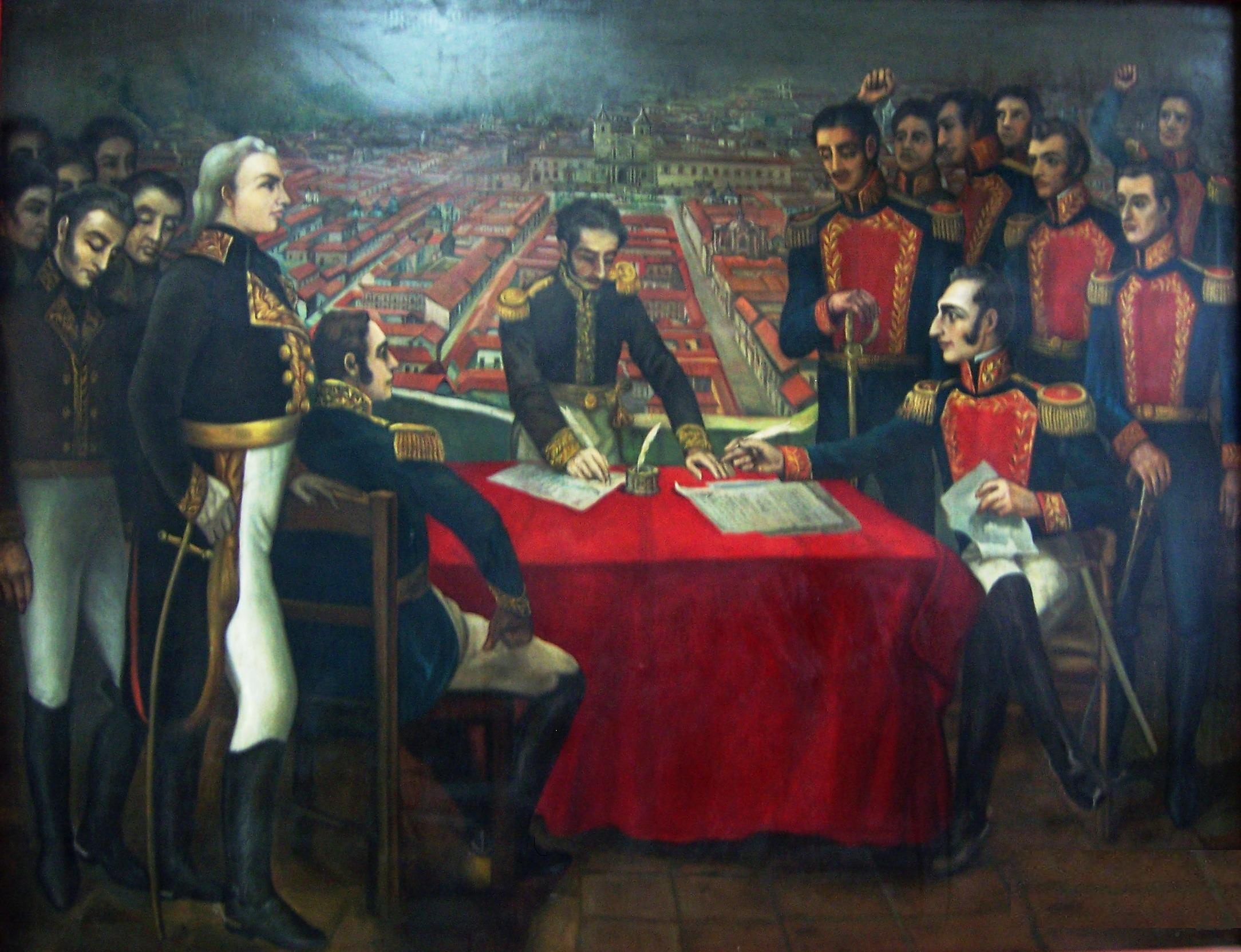
La Capitulación de la Batalla de Pichincha, olio su tela di Antonio Salas.

Nel 1821 riceve l'incarico da parte di Bolívar di andare a Guayaquil, città che si era resa indipendente l'anno prima ed era in quel momento una provincia libera, con il compito di incorporarla alla Grande Colombia, nazione nata dai resti del Vicereame della Nuova Granada dopo il dissolvimento dell'impero spagnolo nella parte settentrionale del Sudamerica. Arrivato a Guayaquil, Sucre propone alla Giunta di Governo, formata da José Joaquín de Olmedo, Francisco Roca e Rafael Jimena, di conservare la propria sovranità, ma sotto la protezione della Colombia. La Giunta di Guayaquil approva la proposta di Sucre, il cui scopo principale era quello di unificare le forze per preparare la conquista di Quito. Nell'agosto del 1821 i realisti guidati da Melchor Aymerich tentano un'offensiva su Guayaquil; tuttavia Sucre, con l'esercito unito formato da grancolombiani e Guayaquileñi, li respinge nella vittoriosa battaglia di Yaguachi del 19 agosto 1821, che darà a Guayaquil la definitiva libertà dall'impero spagnolo. In settembre Sucre viene sconfitto nella sua avanzata verso Quito dall'esercito di Francisco González e si ritira a Guayaquil, dove ricostituisce l'esercito, aumentandolo di numero con gli arrivi di altri soldati dalla Grande Colombia nell'ottobre dello stesso anno
Nel dicembre 1821 Sucre incontra i governanti del Perù, che avevano mandato a Guayaquil due generali per prendere il comando della provincia. Sucre li convince che bisognava combattere il nemico comune, i realisti, e non lasciarsi sfuggire l'occasione di scacciarli definitivamente da quelle terre, raggiungendo un accordo che frutta a Sucre l'invio di truppe peruviane da parte di José de San Martín, comandate da Andrés de Santa Cruz, per la liberazione di Quito. L'avanzata verso Quito inizia nel gennaio del 1822, e dopo aver facilmente liberato Cuenca, all'inizio di maggio Sucre conquista Latacunga, dove rimane una decina di giorni aspettando rinforzi provenienti da Panama. Dopo l'avanzata fino alle porte di Quito, ai piedi del vulcano Pichincha, il 24 maggio 1822 Sucre riporta la vittoria nella battaglia di Pichincha, che risulta decisiva per la definitiva indipendenza dell'Ecuador, e, a metà giugno, entra assieme a Bolívar in città, dove viene promosso da Bolívar a Generale di Divisione e riceve il comando civile e militare come Intendente del Dipartimento di Quito.

### Alto Perù

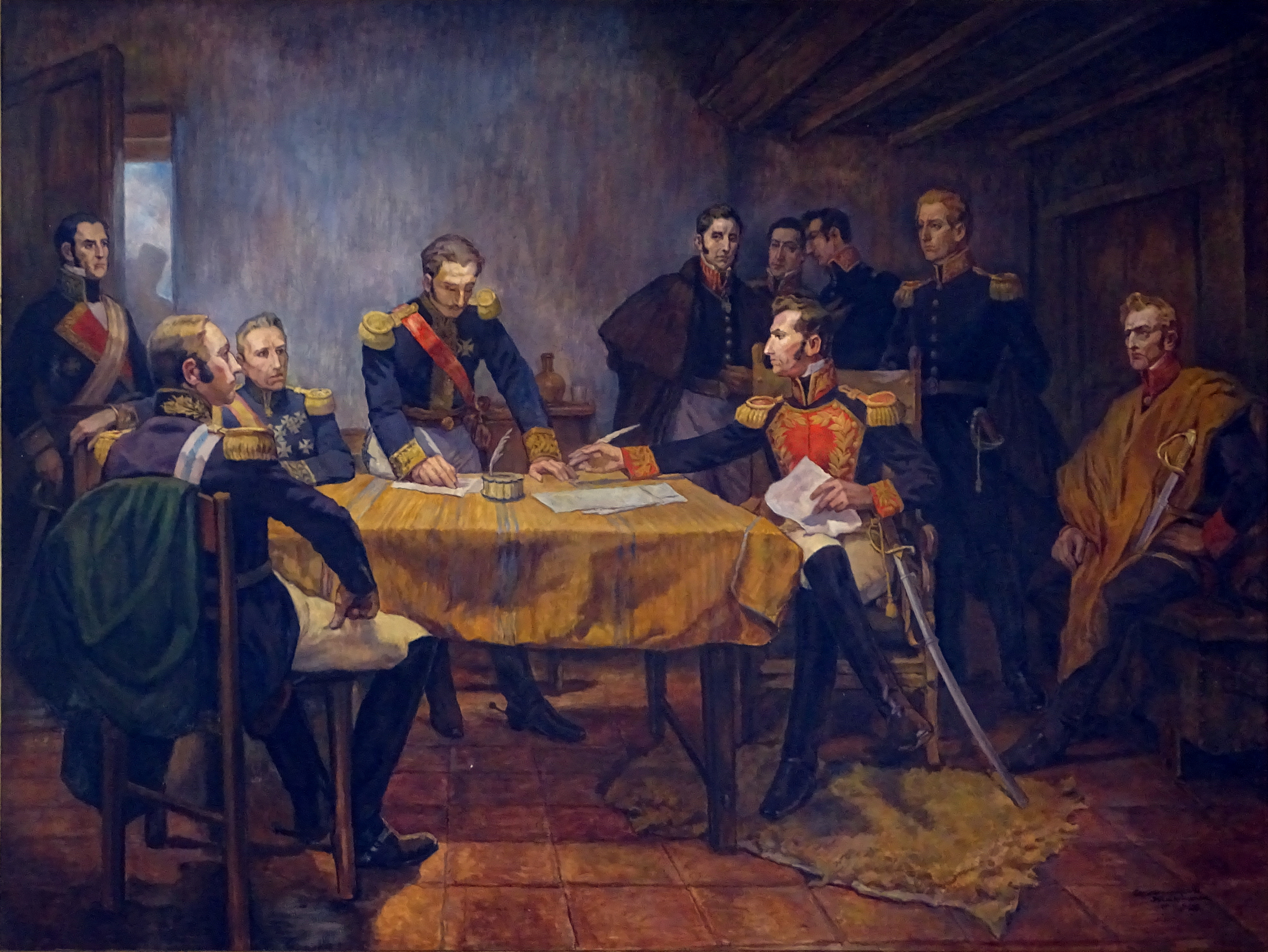
La Capitulación de Ayacucho, pittura a olio di Daniel Hernández.

In Perù intanto, la situazione si era fatta delicata e incerta: Simón Bolívar era stato chiamato dal Congresso del Perù che gli aveva richiesto aiuto per liberare definitivamente le terre della Sierra, ancora in mano realista. Non potendo essere immediatamente presente, Bolívar manda Sucre, come ministro plenipotenziario, a trattare con i governanti di Lima. Riva Aguero, capo dell'esecutivo a Lima, che era stato recentemente sconfitto dai realisti a Moquegua, consegna a Sucre il comando generale delle truppe. Il generale realista José de Canterac, che aveva sconfitto gli indipendentisti a Moquegua e a Ica, occupa per breve tempo Lima, saccheggiandola, mentre Sucre ritira gli indipendentisti nel porto di Callao.
Nel 1824 Bolívar si proclama Dittatore del Perù e arriva personalmente sul campo per liberare definitivamente l'Alto Perù, istruendo e consigliando il suo miglior luogotenente, Sucre, sulle azioni da eseguire. La battaglia di Junín, del 6 agosto 1824 fu una delle vittorie più importanti degli indipendentisti sui realisti del generale Canterac.
Con la vittoria di Junín il morale di Sucre e del suo esercito era salito alle stelle e alcuni mesi più tardi, il 9 dicembre, nella battaglia di Ayacucho Sucre cattura la maggior parte delle forze spagnole, compreso il viceré José de la Serna e Hinojosa, presso Ayacucho, l'ultimo viceré rimasto in territorio sudamericano. Questa vittoria fu decisiva per la liberazione e l'indipendenza del Perù e dell'Alto Perù, che fu poi ribattezzato Bolivia. Come ricompensa per il suo operato venne insignito del più alto titolo onorario di Grande Maresciallo di Ayacucho.

## Nascita della Bolivia

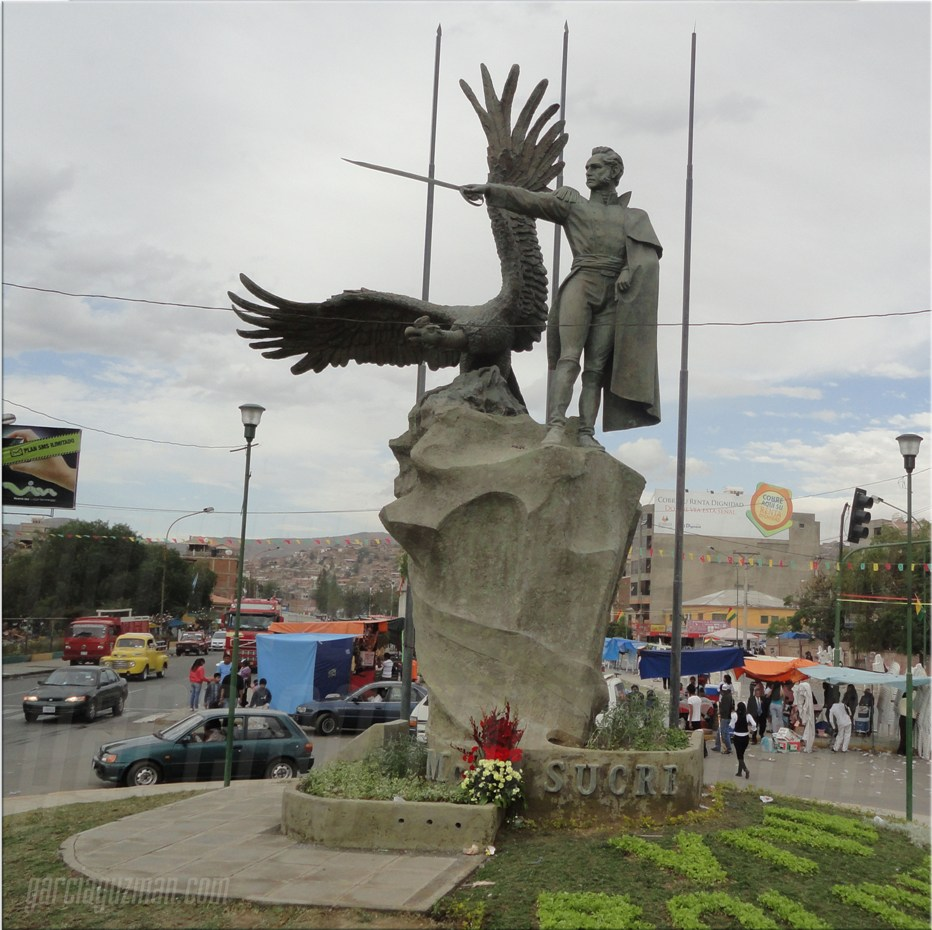
Monumento al Mariscal Antonio José de Sucre a Cochabamba,in Bolivia.

Sucre entrò in territorio boliviano il 25 febbraio 1825 e seguendo le istruzioni di Bolívar convocò i rappresentanti delle province dell'Alto Perù per decidere sull'indipendenza totale della regione, non solo dalla Spagna, ma anche da quella con le Province Unite del Río de la Plata e dello stesso Perù. Nonostante Lima e Buenos Aires concordassero sull'alternativa totalmente indipendentista, Bolívar non era d'accordo, perché se fosse stato concessa la piena indipendenza avrebbe potuto pregiudicare la Grande Colombia, in quanto i territori della ex-Audiencia Reale di Quito avrebbero potuto chiedere lo stesso trattamento. Sucre, non concordando col suo leader, apparì un poco infastidito e convocò di nuovo in luglio la "Asamblea Deliberante" a Chuquisaca, che decise all'unanimità la totale indipendenza dell'Alto Perù, decretata con un Atto di Indipendenza il giorno 6 agosto 1825.
Un decreto designò il nome del nuovo stato in "Bolívar", e il Libertador venne designato Padre della Repubblica e Capo Supremo dello Stato. Bolívar, che aveva dovuto accettare il volere del popolo riguardo alla totale indipendenza della nuova nazione ringraziò, ma declinò l'offerta, proponendo il nome di Sucre per quell'incarico. Passò un po' di tempo, e un deputato propose che, così come Roma deriva da Romolo, da Bolívar deriverà il nome "Bolivia".
Fu eletto presidente della Bolivia nel 1826 ma gli sviluppi politici lo lasciarono insoddisfatto. Nel 1828 sorse un forte movimento di opposizione contro Bolívar, i suoi seguaci e la costituzione che lui aveva scritto per il paese. Sucre, che era stato ferito in una rivolta, rassegnò le dimissioni e si trasferì a Quito, la sua città del cuore e città natale di sua moglie Mariana de Carcelén y Larrea, marchesa di Solanda (Quito, 27 luglio 1805 – 15 dicembre 1861).

## Guerra Gran Colombia-Perù
Già nel 1827 le relazioni tra Gran Colombia e Perù divennero tese a causa delle mire del Perù sulla neonata Repubblica di Bolivia e sulla parte meridionale dell'attuale Ecuador, in particolare della zona attorno a Cuenca e Guayaquil, dove parte della borghesia sosteneva l'annessione al Perù. Una rivolta a Lima aveva generato i primi malumori dei peruviani, che non avevano totalmente accettato la perdita dell'Alto Perù, costituitosi indipendente.
Nel 1827, José de La Mar viene eletto Presidente Generale del Perù, mentre le trattative di Bolívar su questioni di confine, che nel 1826 era dovuto tornare nella Grande Colombia per risolvere problemi interni, falliscono. Il generale Agustín Gamarra, futuro presidente del Perù, invase la Bolivia con l'intenzione di riunificare Alto e Basso Perù, quindi nello stesso anno la Grande Colombia dichiara guerra al Perù. L'esercito di La Mar, invece, invade il sud dell'Ecuador, prima il dipartimento di Azuay, nell'attuale provincia di Azuay, e poi Guayaquil, vincendo la guerra in mare dopo aver conquistato il porto della città.
Sul fronte terrestre, tuttavia, le battaglie presero un'altra piega: Il Mariscal Sucre, che a quel punto aveva lasciato la presidenza della Bolivia, concentrò le forze dell'Esercito del Sud attorno a Cuenca, dove ebbe la meglio sui peruviani sconfiggendoli nella Battaglia del Portete de Tarqui. Si arrivò così al Trattato di pace di Guayaquil, firmato il 21 settembre 1829, con cui la Colombia rinunciava ai territori di Tumbes, Jaén e Maynas, mentre il Perù rinunciava per sempre al porto di Guayaquil. In definitiva, vennero mantenuti i confini precedenti alla guerra.

## Grande Colombia
Già in quel periodo tuttavia iniziarono a emergere sentimenti contrari al Libertador, come quelli del suo vice presidente Francisco de Paula Santander, per via della differente visione politica. Bolívar, infattim era per una grande nazione col potere centralizzato, mentre Santander era favorevole invece ad un sistema federale. Nel 1830 Sucre si trasferisce quindi a Bogotà in un momento in cui il paese si stava già disintegrando, principalmente a causa di movimenti separatisti interni, come quello di "La Cosiata" nella sua nativa Venezuela, comandata dal generale José Antonio Páez, che diventerà poi presidente del Venezuela nel gennaio 1830.
Bolívar chiede poi a Sucre di dirigersi verso il Venezuela per trattare con Paez, ma arrivato a Táriba, al confine, il generale Santiago Mariño gli impedisce l'ingresso in territorio venezuelano, sua patria natia, obbligandolo a tornare a Cúcuta. Qui parlerà per tre giorni con Mariño e altri due rappresentanti di Paez, senza successo, prima di far ritorno a Bogotà.
Nella riforma costituzionale della Gran Colombia nel 1830, i suoi nemici riescono a inserire la regola che per essere presidente o vice presidente bisognava aver compiuto 40 anni (Sucre ne aveva 35). I mandanti del suo futuro assassinio erano da ricercarsi probabilmente tra i suoi nemici politici, suoi e di Bolívar: Con Sucre vivo, sarebbe continuata la visione politica di Simón Bolívar e l'unità della Grande Colombia. Il Libertador descrisse la grandezza di Sucre in una biografia nella quale si leggono citazioni come questa:
(Simón Bolívar)

## Morte

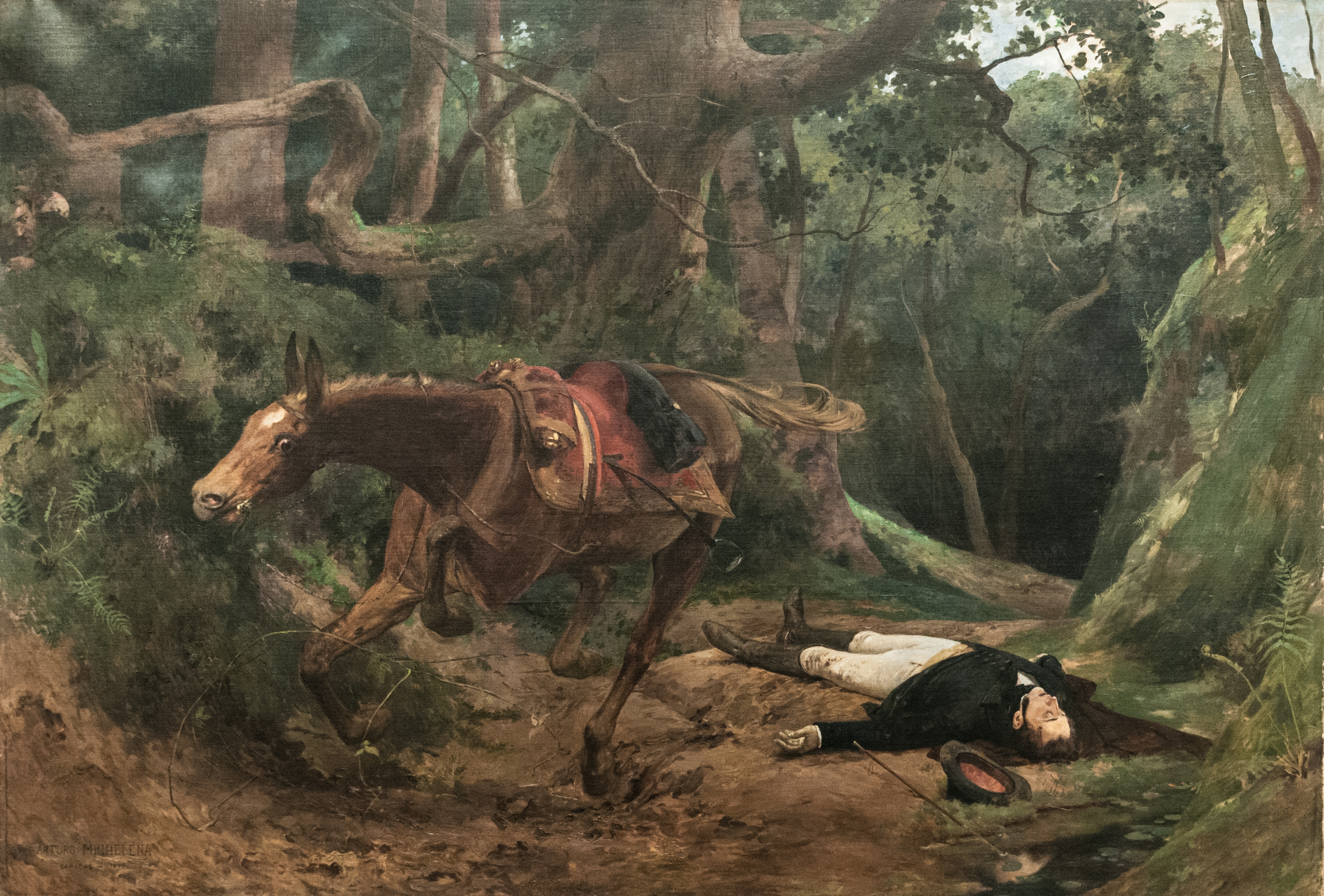
La morte di Antonio José de Sucre del pittore venezuelano Arturo Michelena.

All'inizio del 1830, allarmato dalle voci delle dimissioni e di un possibile allontanamento dal paese di Simón Bolívar, decise di rientrare a Quito; fu colpito a morte in una imboscata sulla Sierra de Barruecos, vicino a La Unión, nel sud della Colombia, il 4 giugno 1830.
Quella di Sucre fu la "cronaca di una morte annunciata". Già nel 1828 il generale peruviano Agustín Gamarra tentò d'invadere la Bolivia e scacciare Sucre, allora presidente della Bolivia regolarmente eletto nel 1827. Gamarra era spalleggiato dal boliviano Casimiro Olañeta, ed entrambi organizzarono il "complotto di Chuquisaca", per uccidere Sucre, che rimase ferito quando tentò di sedare la rivolta. Ciò causò l'abbandono della presidenza del Gran Mariscal, che tornò nella Grande Colombia. Tre giorni prima dell'assassinio, il quotidiano di Bogotà El Demócrata pubblicò questo articolo:
«Abbiamo appena appreso con stupore dalle lettere che abbiamo ricevuto dal Sud, che il generale Antonio José de Sucre ha lasciato Bogotà assicurandosi la marcia verso la provincia di Pasto per attaccarla; ma il valoroso generale Obando sta correndo per rispondere a tale minaccia. Possa Obando fare con Sucre ciò che non abbiamo fatto con Bolívar.»
Sucre conosceva i pericoli sul cammino, sapeva dei numerosi nemici che si era fatto Bolívar e sapeva che questi conoscevano benissimo le intenzioni del Libertador che l'aveva designato come unico degno successore, ma partì lo stesso, con un deputato di Cuenca, Andrés García Tréllez, il suo fedele servo di nome Francisco, il sergente di cavalleria Ignacio Colmenares e due assistenti ai cavalli e muli. Nella selva non lontano da Pasto una scarica lo colpì alla testa, al collo e al petto. Il corpo di Sucre rimase a terra, mentre gli altri componenti della comitiva fuggirono terrorizzati; solo il giorno seguente il cadavere fu recuperato e sepolto.
I dettagli dell'omicidio non sono chiari, ma sono state avanzate diverse ipotesi; l'autore materiale dell'assassinio fu il colonnello Apolinar Morillo, condannato 12 anni dopo da un processo iniziato alla morte di Sucre ma poi interrotto. Un'ipotesi largamente accreditata è che il mandante fosse José María Obando, a quel tempo Comandante Generale del Dipartimento di Cauca, incolpato dallo stesso Morillo. Tuttavia non fu mai provata la colpevolezza di Obando: le testimonianze di Morillo non furono sempre plausibili. Un altro indiziato, che si accusò a vicenda con Obando dell'assassinio di Sucre, fu Juan José Flores, il primo presidente dell'Ecuador e compatriota e compagno di numerose battaglie del Mariscal, che temeva la sua popolarità e aveva saputo del suo ritorno a Quito proprio mentre stava nascendo la prima repubblica dell'Ecuador.

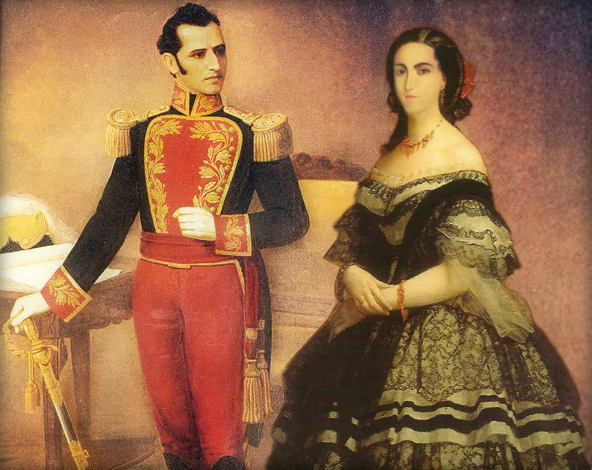
Antonio José de Sucre e sua moglie, la quiteña Mariana Carcelén de Guevara, VII Marchesa di Solanda.

Saputa la notizia della sua morte il primo luglio, Simón Bolívar, ormai malato esclamò: 
(Simón Bolívar, Vida ejemplar del Gran Mariscal de Ayacucho, 1952)
La sua sposa Mariana Carcelén, Marchesa di Solanda, trasportò a Quito le salme secondo il testamento di Sucre. Il corpo, prima conservato segretamente in una residenza di famiglia e poi in un convento, fu trasportato definitivamente nel 1900 durante la presidenza di Eloy Alfaro, nella Cattedrale di Quito.

## Nella cultura di massa
La fama di Antonio José de Sucre in Sudamerica è quasi paragonabile a quella di Simón Bolívar. Molte città di Bolivia, Colombia, Ecuador e Venezuela hanno statue, vie, piazze, teatri e altro a lui dedicati. Ancor più di Bolívar, la figura di Sucre è ricordata in Ecuador e Bolivia; egli infatti eseguiva gli ordini di Bolívar, ma fu lui che diresse sul campo le vittoriose battaglie del Pichincha e di Ayacucho, liberando rispettivamente l'attuale Ecuador e la Bolivia (ex-Alto Perù). Il dipartimento di Sucre in Colombia e la città di Sucre, capitale amministrativa della Bolivia, prendono il nome da lui; lo stato venezuelano di Cumaná, dove nacque, fu ribattezzato Sucre in suo onore e anche un vasto quartiere della capitale Caracas fu chiamato col suo nome. La vecchia valuta circolante in Ecuador si chiamava Sucre, come l'aeroporto internazionale, la tangenziale ovest di Quito e una parrocchia della stessa città.

### Elenco parziale

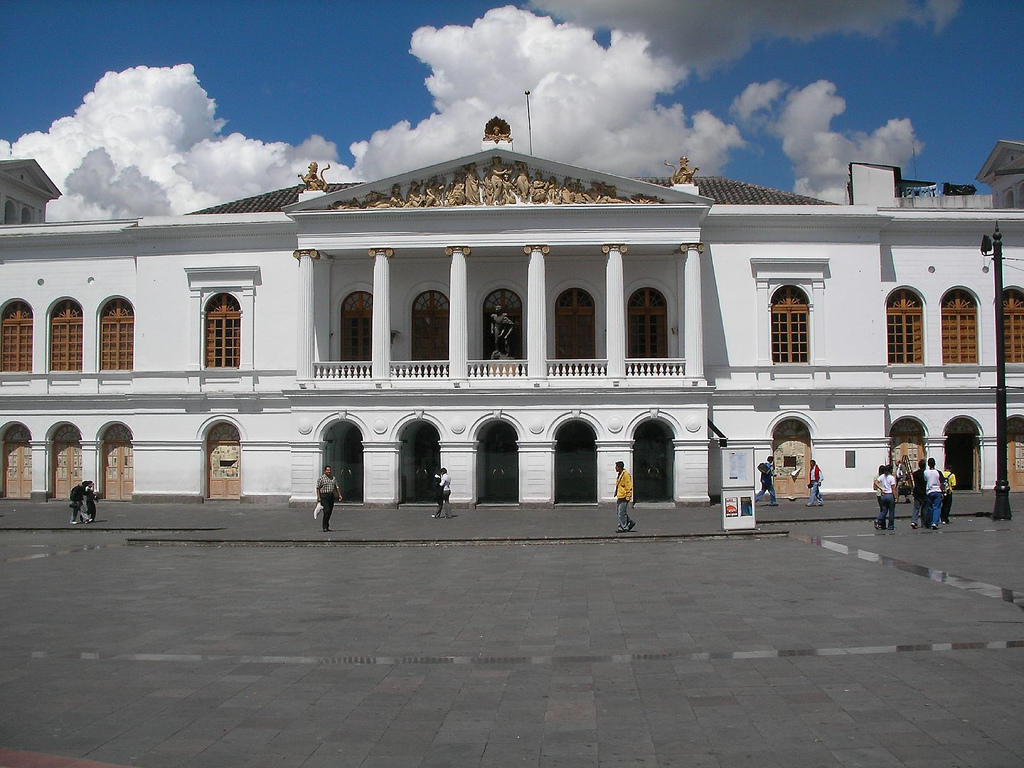
Il Teatro Nacional Sucre, a Quito: dedicato al Mariscal Sucre, è uno dei più antichi e prestigiosi teatri d'opera del Sudamerica.

- L'Aeroporto Internazionale Mariscal Sucre a Quito, il maggiore aeroporto dell'Ecuador, porta quel nome in suo onore.
- L'Aeroporto Internazionale Antonio José de Sucre a Cumaná, sua città natale, porta quel nome in suo onore[33].
- Il Teatro Nacional Sucre, costruito nel 1879 e situato nel centro storico di Quito, è a lui dedicato.
- La ARV Mariscal Sucre (F-21), costruita in Italia e intitolata a Sucre, fu la prima fregata missilistica di cui si dotò il Venezuela negli anni settanta.
- Il Sucre ecuadoriano, valuta in corso in Ecuador fino al 2000, era a lui dedicato.
- La capitale costituzionale della Bolivia si chiama Sucre in suo onore.
- Lo stato venezuelano di Sucre, nella cui capitale nacque Antonio José de Sucre, porta il suo nome.
- Sucre, una città del Venezuela porta il suo nome.
- Il Dipartimento di Sucre, in Colombia, porta il nome in suo onore[34].
- Il Cantone di Sucre (Ecuador) si chiama così in suo onore.
- Sucre, capoluogo del Cantone di Veinticuatro de Mayo in Ecuador, porta il nome in suo onore.
- Una piazza di Caracas (Venezuela) porta il suo nome.
- Una piazza di Viña del Mar (Cile) porta il suo nome.
- Una piazza di La Paz (Bolivia), porta il suo nome.

### Monumenti a Sucre
Diversi sono i monumenti dedicati alla memoria di Sucre, in particolare nelle città dell'America Latina. Riconosciuta essere uno dei più bei monumenti di Guayaquil è la statua dedicata a Sucre costruita dallo scultore italiano Augusto Faggioni nel 1910, e inaugurata l'8 ottobre 1911 nella piazza adiacente al Governo del Guayas e del municipio di Guayaquil. Sempre a Guayaquil, è presente anche una statua che rappresenta Sucre a cavallo sul malecon del fiume Guayas. Anche nella capitale ecuadoriana Quito è presente una statua di Sucre, opera dello scultore spagnolo José González y Jiménez del 1874, situata in Plaza Santo Domingo davanti all'omonima chiesa
Anche in Bolivia numerose sono le statue dedicate al Gran Mariscal, come il mezzobusto presente a La Paz nella piazza che porta il suo nome, o quella di Plaza de los Estudiantes che lo raffigura a cavallo. Un'altra imponente statua è presente a Cochabamba e naturalmente anche nella capitale legale boliviana Sucre, come quelle in Plaza de Armas e in Plaza 25 de Mayo.
Anche in Colombia e nella sua nativa Venezuela sono presenti statue di Sucre, come nella città in cui è nato, Cumaná. Un'altra statua imponente è quelle presente a Quinua, nei pressi di Ayacucho, in Perù, dove Sucre combatté una delle più importanti battaglie che gli diedero poi il titolo onorifico di Gran Mariscal di Ayacucho. Nel sito la statua è nei pressi di un obelisco che ricorda la famosa battaglia che liberò il Perù e portò alla creazione della Bolivia.

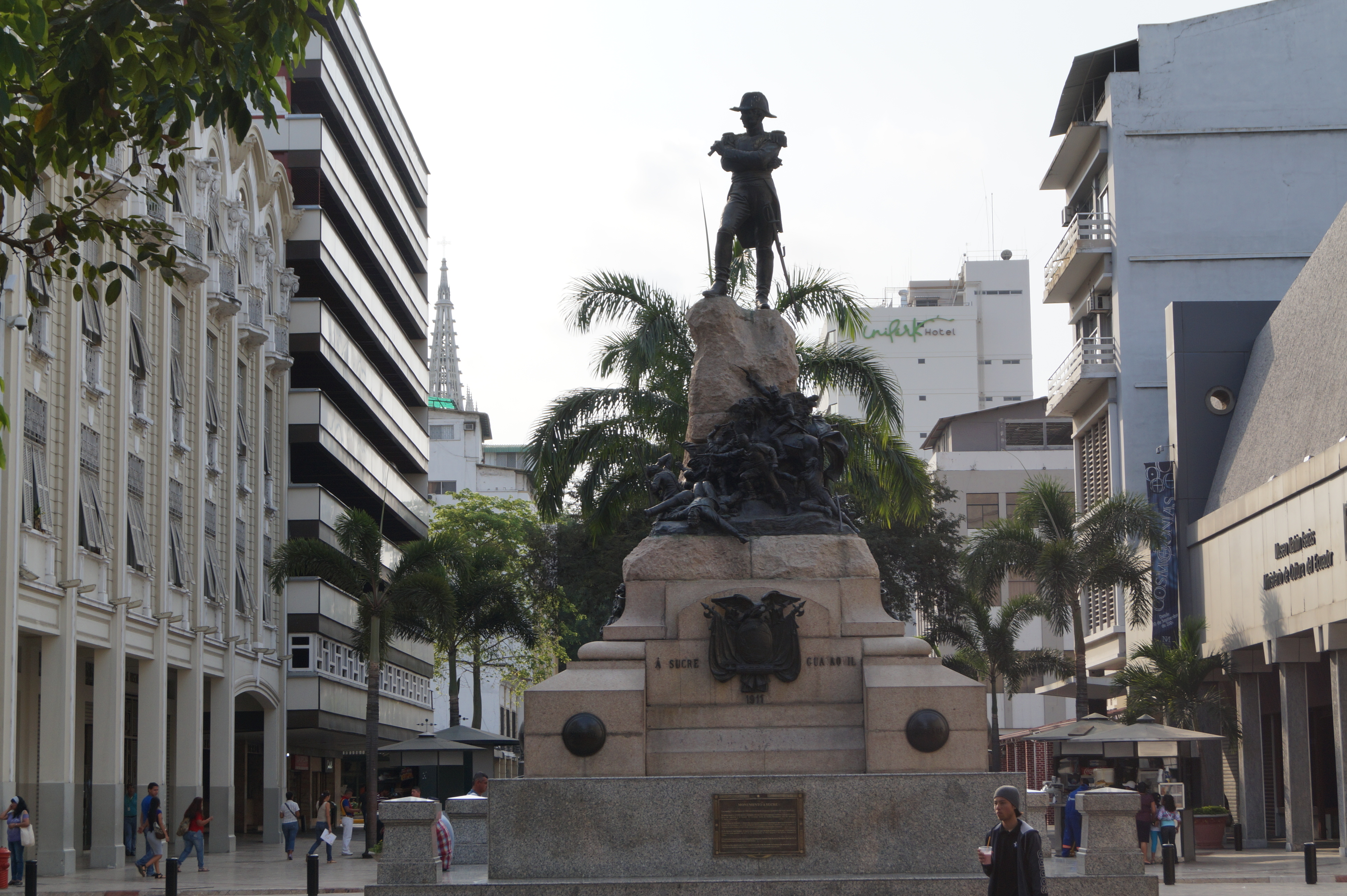
Statua di Sucre in Plaza de Administración a Guayaquil
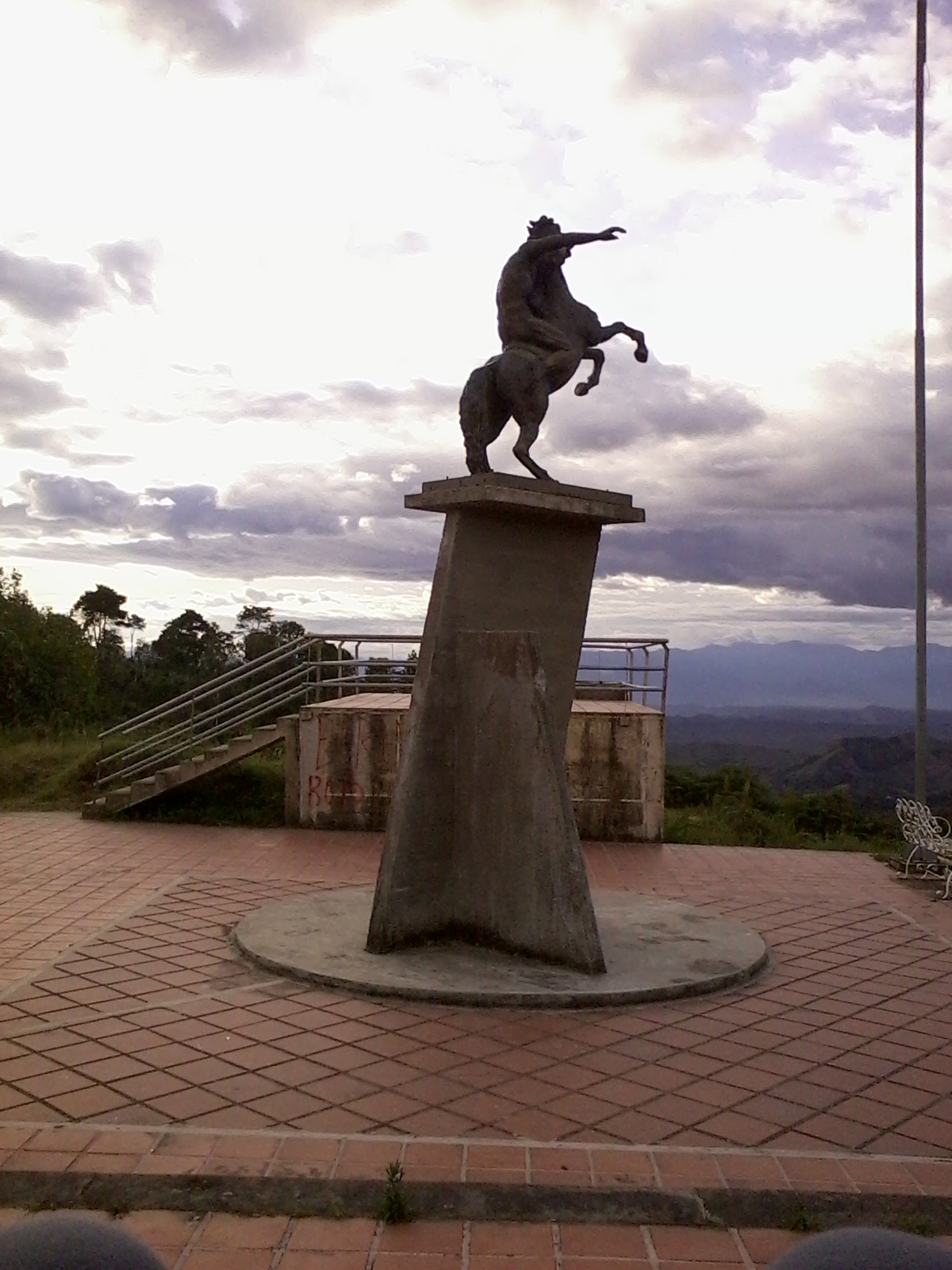
Guayaquil
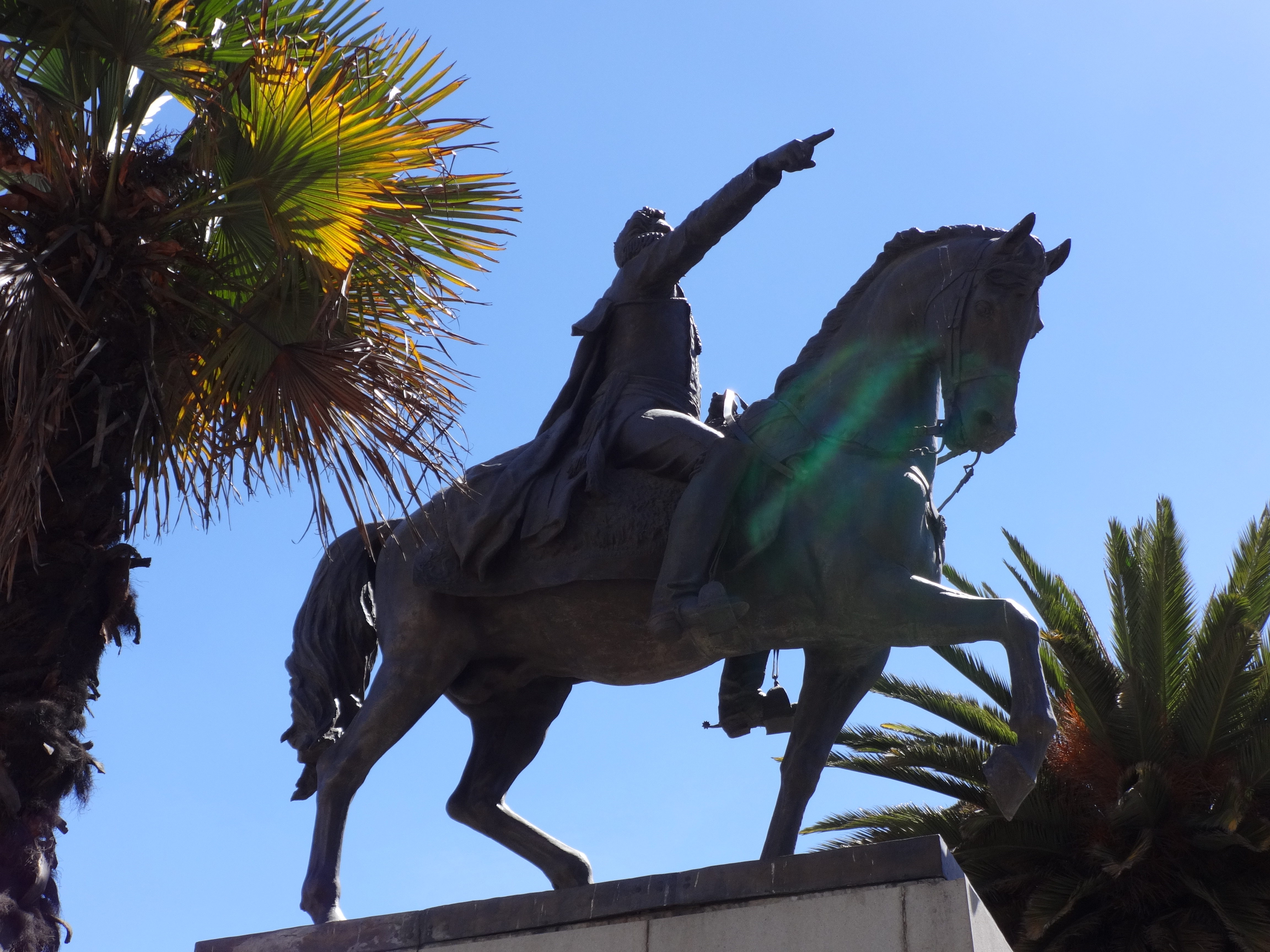
Statua raffigurante Antonio José de Sucre in Plaza del Estudiante, a La Paz.
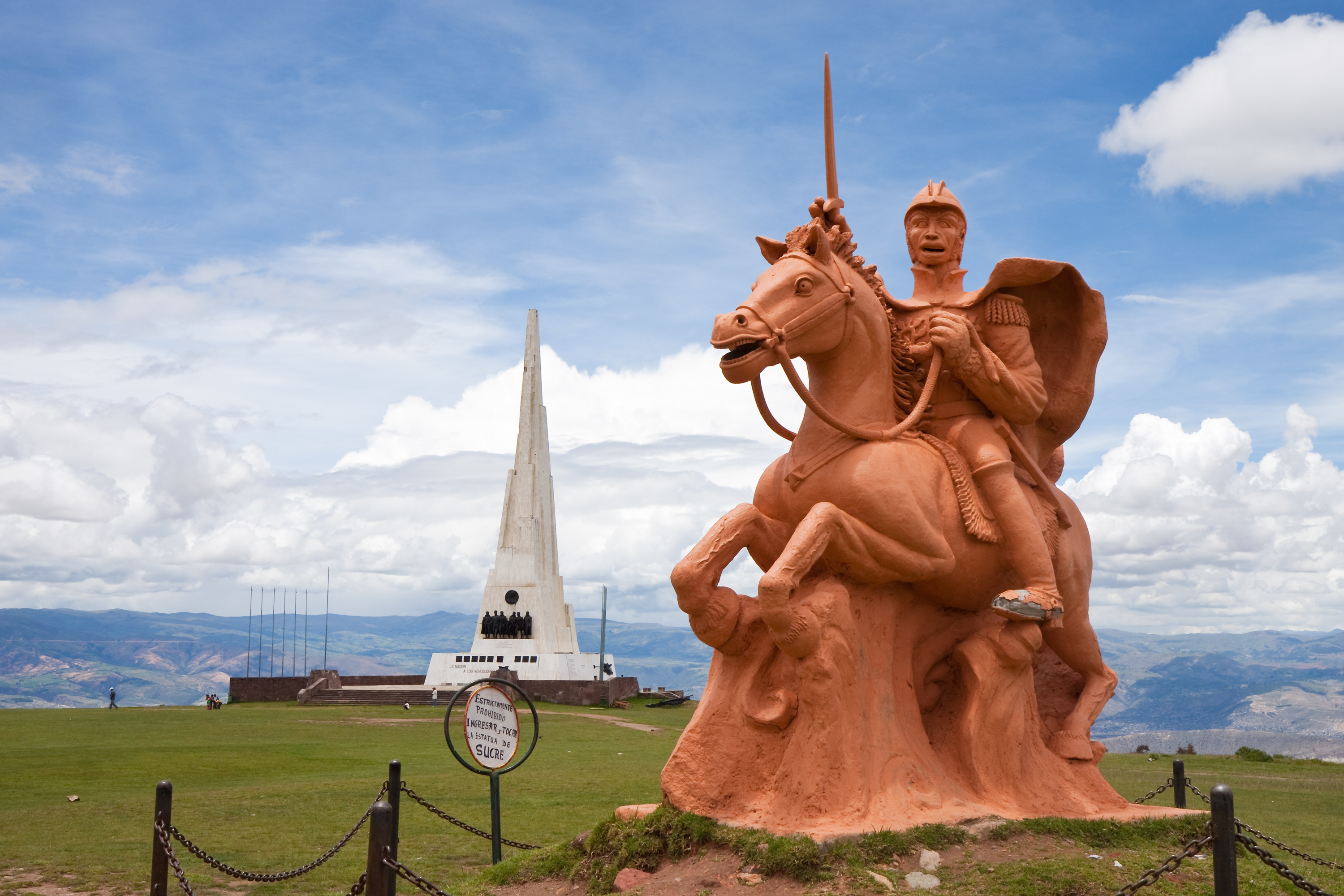
La statua di Sucre davanti all'obelisco della Battaglia di Ayacucho, in Perù.
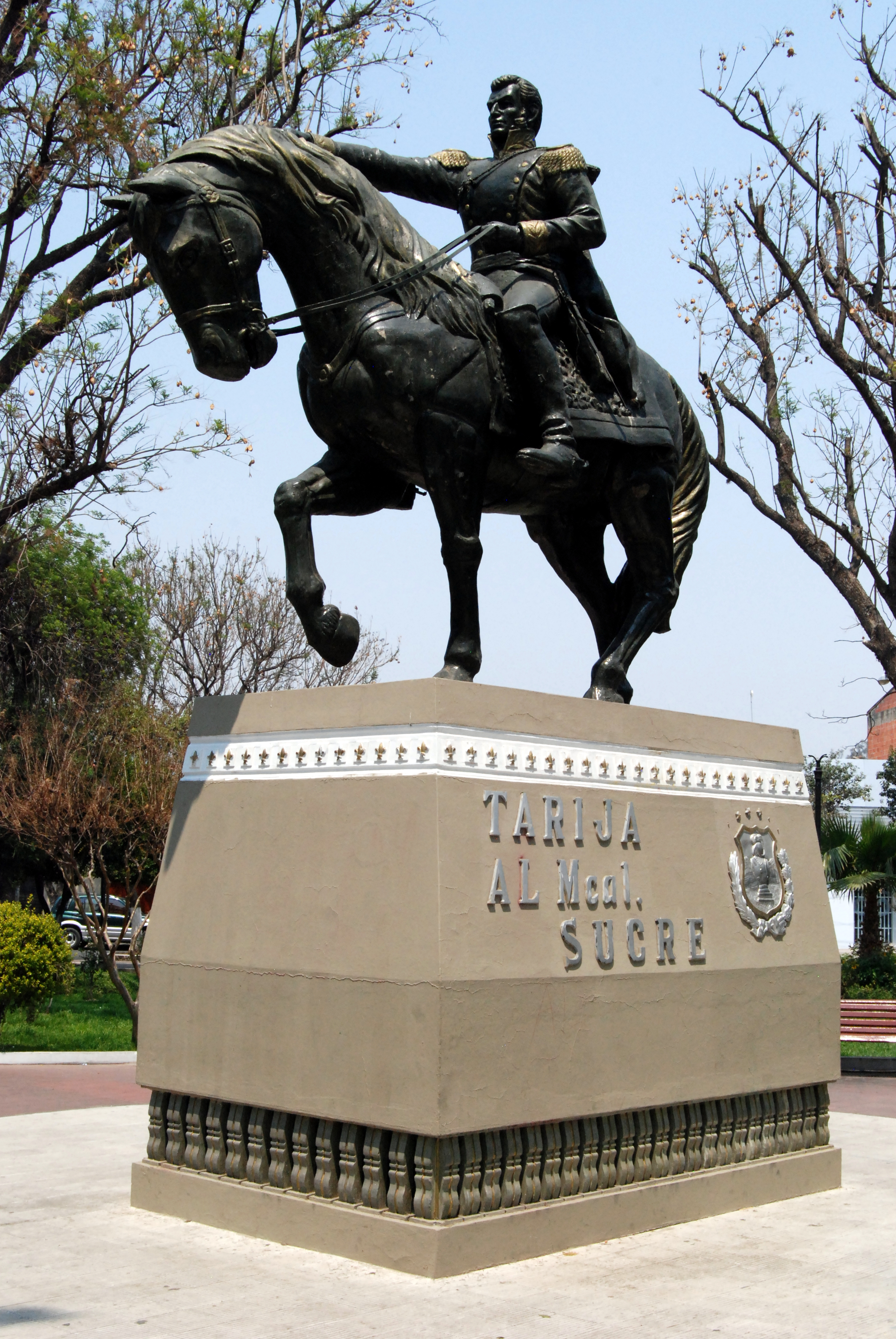
Tarija, Bolivia
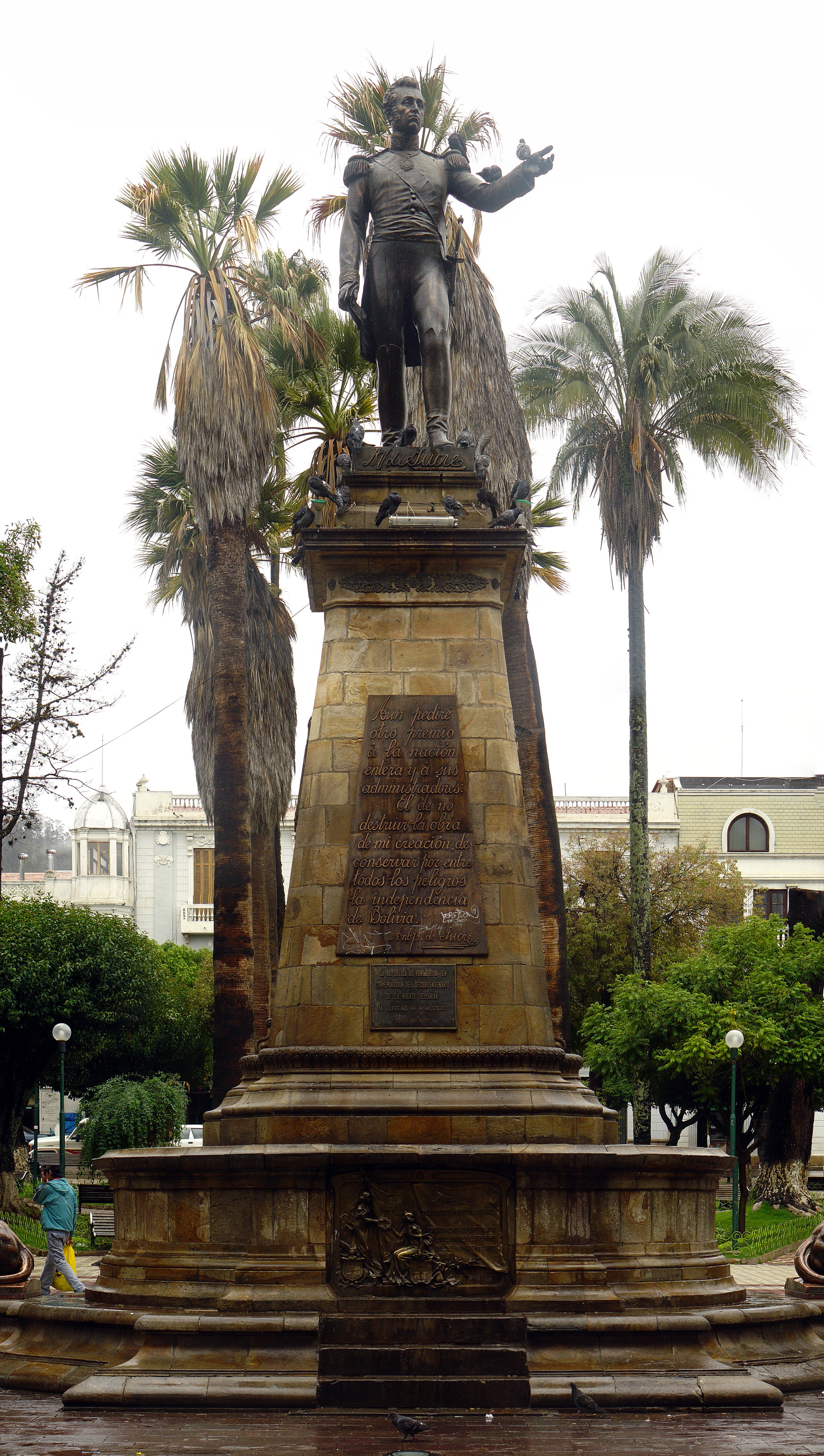
Plaza de Armas a Sucre, Bolivia
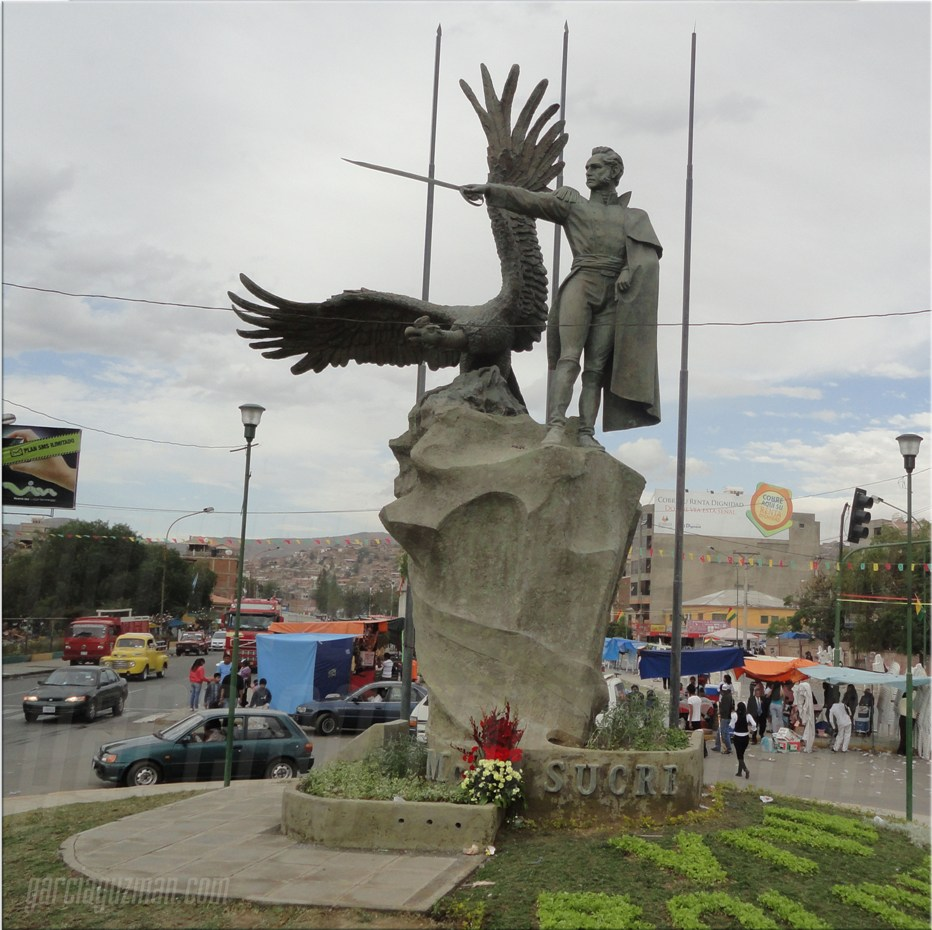
Cochabamba, Bolivia
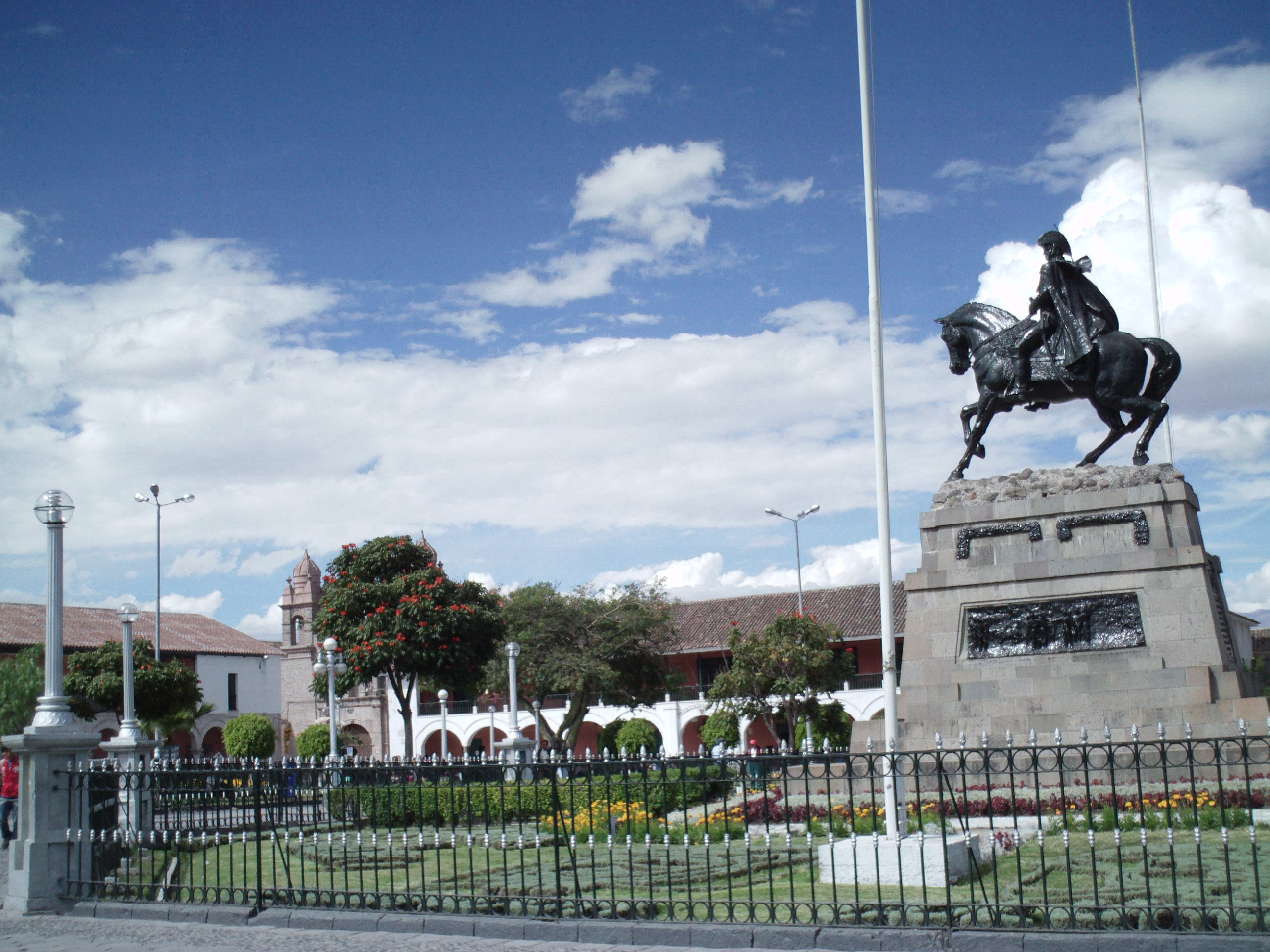
Plaza de Armas, Ayacucho, Perù
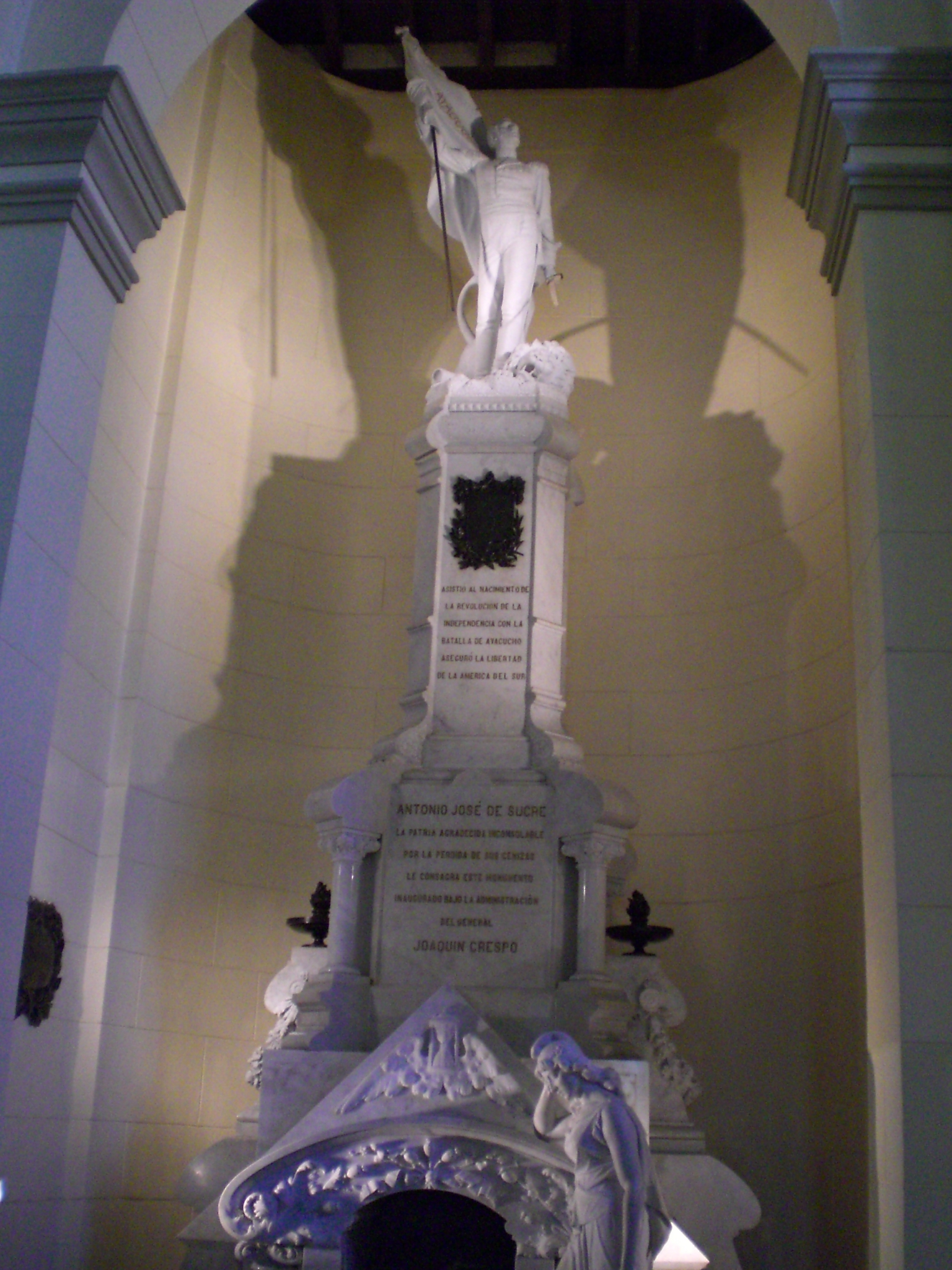
Monumento al Pantheon Nazionale di Caracas, Venezuela
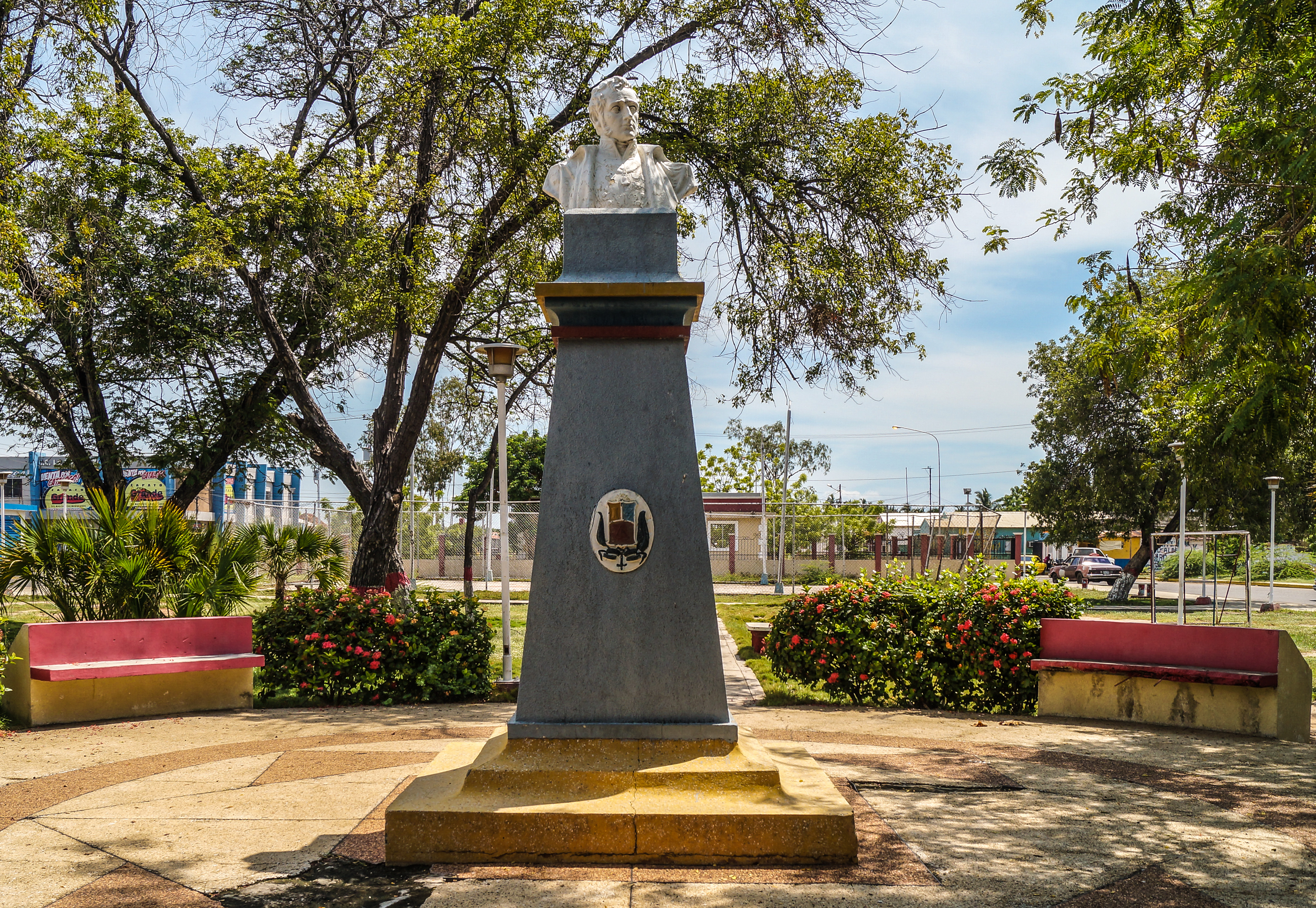
La Cañada de Urdaneta, Venezuela
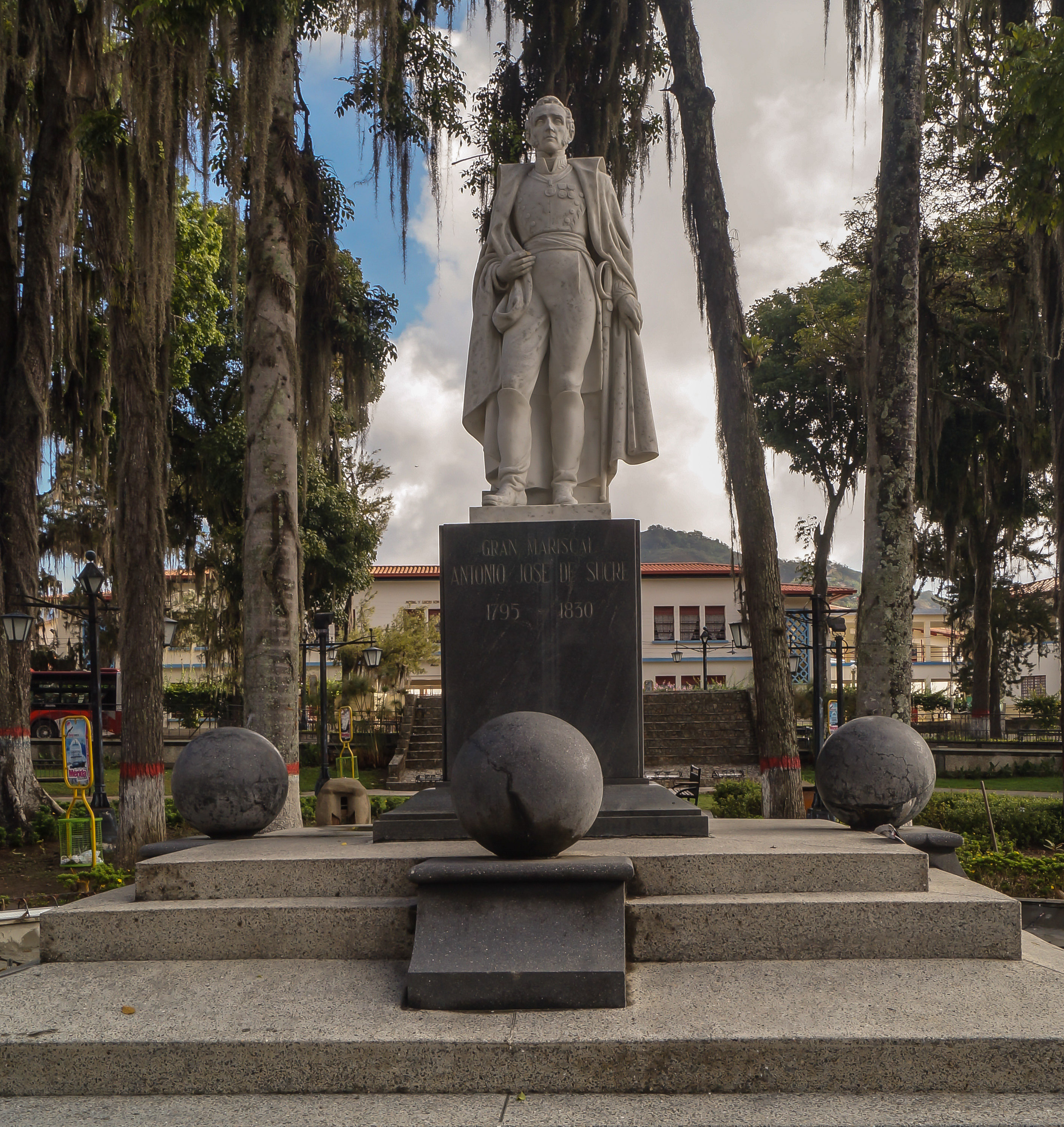
Mérida, Venezuela
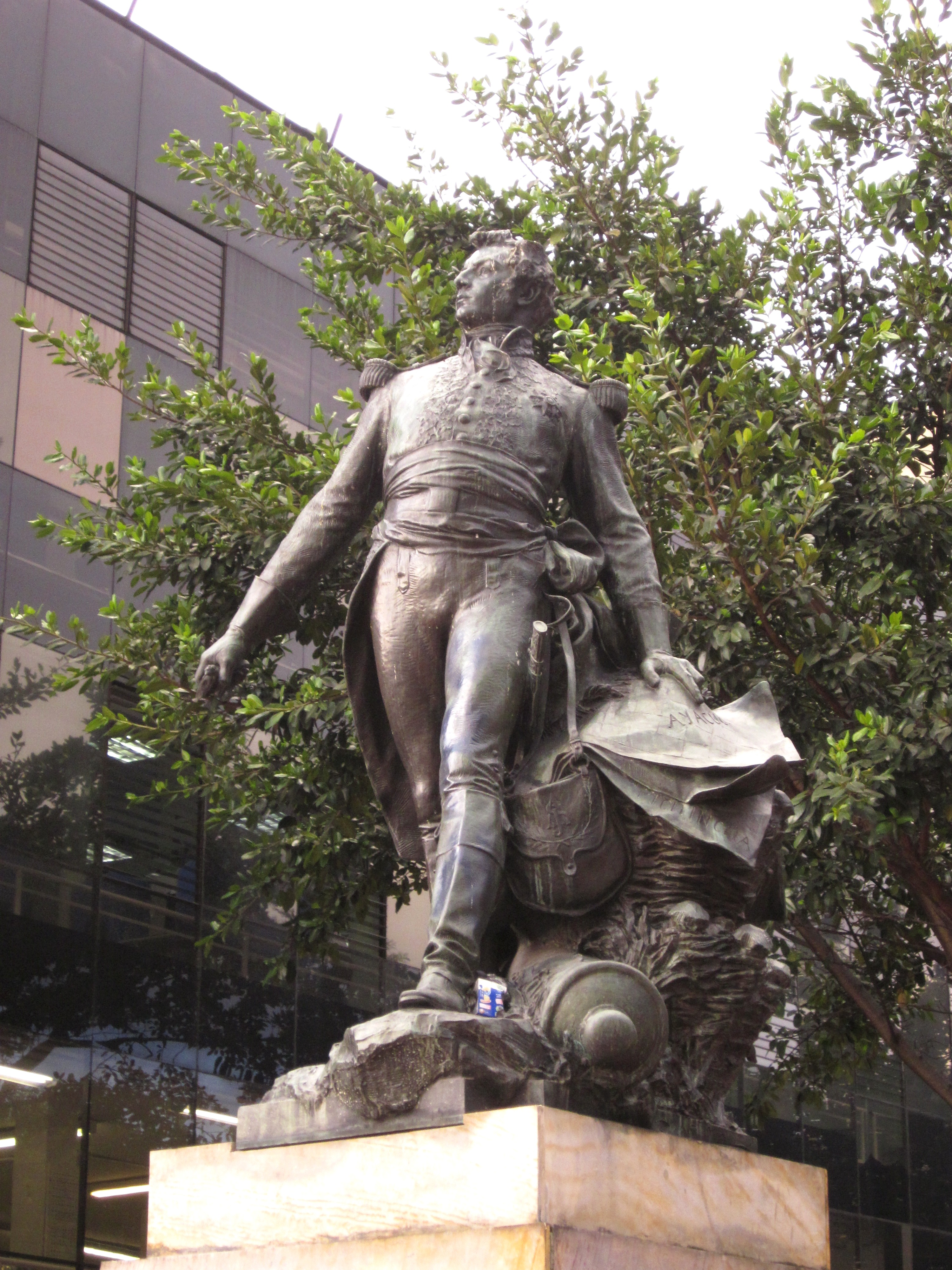
Bogotà, Colombia